# Бариа
Бариа (вьет. Bà Rịa, тьы-ном 巴地) — город провинциального подчинения, расположенный во вьетнамской провинции Бариа-Вунгтау.

## Расположение и административное деление
Бариа расположен в 90 км от Хошимина; он граничит с городом Вунгтау на юге, с районом Лонгдьен (Long Điền) на востоке, районами Тяудык (Châu Đức) и Тантхань (Tân Thành) на севере, а с последним — также на западе.
Основан 2 июня 1994 года, когда район Тяутхань (Châu Thành) был разделён на город Бариа и районы Тяудык и Тантхань. После этого многие административные функции перешли к новому городу. В 2007 году Бариа был городом 3 категории. Бариа получил статус города провинциального подчинения в 2012 году.
В Бариа входит восемь кварталов (phường, фыонг): Фыокхынг, Фыокчунг, Фыокхьеп, Фыокнгуен, Лонгхыонг, Лонгтоан, Кимзинь, Лонгтам и три общины: Хоалонг, Лонгфыок, Танхынг.

## Роль в истории религии
Бариа за влажный климат и отдалённость стал местом ссылки проповедника религии каодай Нгуен Нгок Тыонга.
В 1934 году здесь же в пагоде Тхьентхай (Thiên Thai) была основана Ассоциация чань-буддийских сект.
В Бариа находится одноимённая католическая епархия, возглавляемая Фомой Нгуен Ван Чамом (Thomas Nguyễn Văn Trâm), неподалёку расположено коллективное захоронение мучеников за веру (его построили на месте тюрьмы Фыок Ле, где более 300 католиков сожгли заживо в 1862 году).

## Экономика
Поэтом Чинь Хоай Дыком воспеты рисовые поля Бариа, а окружающие город солёные болота производили соль превосходного качества.
Промышленность и строительство 62,59 % экономической структуры города, с 2011 года доля этого сектора возросла на 18,41 %; услуги и торговля составляют 34,07 %; сельское хозяйство и рыболовство — 3,33 %. В городе 822 промышленных предприятия, на них занято более 7000 работников. Имеется производство строительного камня, электричества, питьевой воды.
Экономический рост — 18,16 % в год.

## Население
В городе живёт 153 862 человека, из них 120 705 живёт в урбанизированной части города. Среднедушевой доход — 48 млн донгов в год.
Город постоянно растёт, примерно на 1,789 % в год. В 2012 году среднем на жителя приходилось 18,5—19 м² жилья. Имеется несколько больниц и медицинских учебных заведений; на каждые 10 000 человек имеется 107,69 больничных коек.